# Arteriola
Una arteriola és un vas sanguini de la microcirculació de diàmetre menor de 40-100 micres (micròmetres), depenent del seu grau de contracció, que resulta de les ramificacions de les artèries i que condueix la sang cap als capil·lars. La resistència que presenten les arterioles al pas sanguini està determinada pel grau de contracció o relaxació de la capa muscular d'aquestes arterioles.

## Fisiologia
Les arterioles posseeixen en les seves parets una capa muscular, sent els punts principals de resistència vascular. La pressió sanguínia es produeix per la contracció cardíaca i la resistència vascular, a nivell arteriolar, anomenada normalment per metges i investigadors resistència perifèrica total. Les fluctuacions de la pressió sanguínia arterial es deuen a la naturalesa pulsàtil del ritme cardíac i estan determinades per la interacció del volum del batec contra el volum i elasticitat de les artèries principals. Les arterioles reben innervació autònoma i responen a diverses hormones circulants per tal de regular el seu diàmetre. De fet els vasos retinians no tenen una innervació simpàtica funcional.

## Rellevància clínica
Els diàmetres de les arterioles disminueixen amb l'edat i amb l'exposició a la contaminació atmosfèrica.